# Garrotxa (ser)

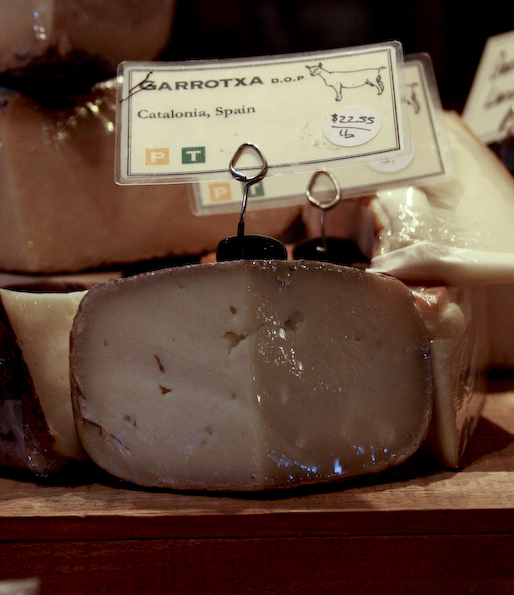
Kataloński ser Garrotxa

Garrotxa – północnokataloński ser z mleka koziego (zdarzają się nieliczne odmiany z mleka krowiego).

## Charakterystyka
Sery mają cylindryczną formę, a pojedynczy ring waży około jednego kilograma. Jest serem o bardzo delikatnej skórze, pierwotnie produkowanym tylko w regionie Garrotxa (wschodnie Pireneje) w Katalonii. Wnętrze sera jest dość białe, z niewielką ilością dziur, o kremowej konsystencji. Ser jest półmiękki i ma średnicę 18 cali (45 cm). Na skórze ma szaroniebieski, aksamitny nalot. Większość ludzi nie jada jego skórki, jednak niektórzy ją sobie cenią, utrzymując, że smakuje podobnie jak pleśń na serze Brie.

## Serwowanie
Smak jest orzechowy i lekko ziołowy, o czym decyduje dieta kóz. Garrotxa topi się bardzo łatwo, więc dobrze sprawdza się na kanapkach, ale jest też serwowany na desce ze świeżymi owocami, chrupiącym chlebem, szynką (np. Serrano) lub salami. Pasuje także do sałatek, również ziemniaczanych i do suszonych pomidorów.
Komponujące się wina to białe, np. Rioja, czy Colli Orientali del Friuli Cialla Ribolla Gialla.

## Ochrona
Nie ma jeszcze jednoznacznie ustalonych standardów ochrony tego gatunku – sery powstają m.in. w różnych miejscach poza Katalonią. W związku z tym katalońscy producenci sera ubiegają się o europejskie europejskie oznaczenie geograficzne (certyfikację), które zapewni mu właściwą ochronę. Stowarzyszenie ACREFA (utworzone w 1983) ustanowiło pewne prawne formy tymczasowej ochrony gatunku.